# 陳登
陳登（163年—201年），字元龍，下邳郡淮浦縣（今江蘇省涟水縣）人，為名臣陳球的侄孫，官至伏波將軍。

## 生平

### 雄氣壯節
二十五歲舉孝廉，擔任東陽縣長，愛民如子頗有政績，此時徐州鬧飢荒，徐州牧陶謙延攬陳登擔任典農校尉，妥善種植穀物，減少飢荒。陳家為徐州當地著名大族，而陳登更是其中的佼佼者，他在徐州及江東一帶頗具威望。陳登內心佩服劉備，陶謙死後力挺劉備接管徐州。

### 驅逐虎狼
建安元年（196年），劉備遭呂布偷襲敗走，陳登降伏於呂布，但陳登看不起呂布為人粗鄙暴虐，時刻都在思索怎麼把呂布趕出徐州。後來陳登開始利用呂布對他的信任故意大量进讒言，陳宮曾勸呂布慎防陳登父子，但呂布不疑有他，認為有陳登支持就等於安定徐州民心。
建安二年（197年），陳登與父親陳合力阻止呂布與袁術聯婚，並騙呂布派自己出使到許昌，到許昌後陳登暗結曹操欲驅逐呂布，曹操遂封陳登為廣陵太守，並請他私下聚眾攻擊呂布。後來陳登在曹操攻呂布時率兵作先鋒，呂布以陳登三位弟弟作人質求和，為陳登所拒絕，反而包圍下邳城得更加緊迫。呂布的手下刺史張弘害怕被連累，趁夜將陳登三弟放出回到陳登身邊。呂布死後，陳登因功加拜伏波將軍，經略廣陵期間甚得江、淮民心，於是有吞滅江東之志；期間，錄用陳矯和徐宣，还招降拥有属下1万余户的海盗首领薛州。

### 鏖戰東吳
陳登於廣陵壯大聲勢後，開始與孫策發生許多軍事衝突。《先賢行狀》孫策派部下進攻陳登轄下的匡琦城（今江苏省宝应县射阳湖镇）。陳登御敵，同時遣陳矯向曹操求援軍，又秘密前往距城十里的軍營處取得大量柴薪結成陣式，在晚上點燃柴薪配合城頭上軍隊歡呼，令敵人誤以為援軍趕到而逃走，結果陳登領兵從後追擊，斬首一萬，陳登被升為東城太守。
建安五年（200年）誘嚴白虎餘黨擾亂孫策，孫策因此欲還擊陳登，但屯兵期間為許貢門客伏擊重傷死亡。

### 英年早逝
陳登嗜食生魚片，胃中累積有寄生虫，因而重病，经名醫華佗医治痊癒，但華佗提醒他此病三年後會復發，需要有良醫在場才能救治。三年後陳登的疾病果然應言復發，此時華佗不在，陳登便因病死去。
204年，夏侯惇被任命為伏波將軍，陳登應是在此前逝世。

## 逸聞
據《三國志·陳矯傳》載，陳登吩咐郡功曹陳矯到許昌去，他指出：「許都一帶的文士有一些議論，似乎對我的評價並不甚好，請你到許都走一趟，為我聽聽消息，再回來告訴我。」陳矯應命往復一遭後，回來跟陳登說：「聽到附近的言論，都認為您為人頗驕傲自大。」陳登便說：
|  | 說到家門嚴謹，德行俱全者，我最敬重陳元方兩兄弟（陳群的父叔）； 說到德行清高，如玉般潔白者，我最敬重華子魚； 說到學問淵博，正直有義，我最敬重趙元達； 說到博聞強記，才華橫逸者，我最敬重孔文舉； 說到英雄傑出，有王霸之略者，我最敬重劉玄德。 我如此尊敬他人，又怎會是一個驕傲的人呢？是其他人太普通，不值一談而已。 |

可見陳登有識人之明，敬重有才德之士，但對庸碌之輩不屑一顧罷了，如當時有「國士」聲譽的許汜因為品行不檢（求田問舍）才會被陳登輕視。

## 家庭

### 曾祖輩
- 陳亹，陳登曾祖父，曾擔任廣漢郡太守。

### 祖輩
- 陳球，陳登伯祖父[8]，三公。

### 父輩
- 陳，陳球之侄，陳瑀之堂兄，陳登之父，沛相。與子陳登極力阻撓呂布。
- 陳瑀，陳球之子，陳登之從叔父，曾受袁術表任為揚州刺史 ( 接替陳溫 )，後自立而被袁術驅趕，之後擔任吳郡太守，為孫策所驅逐。
- 陳琮，陳瑀之弟，陳登之從叔父，汝陰太守。

### 同輩
- 陈应，陈登之弟。
- 陳悝，同族人，妻吳氏有國色、善史書，夫妻二人因戰禍避亂東城，吳氏被呂布部將戚奇垂涎，於是戚奇使刺客殺陳悝。
- 另有一弟，名不詳，陳登攻呂布時被用作人質，呂布刺奸（督察奸吏）張弘怕被連累，放走陈登三弟一同出降。

### 子
- 陳肅，陳登之子。曹丕因陳登有功而封陈肃為郎中。

## 部屬
- 徐宣，出任郡曹一職，與同僚陳矯關係不睦，但二人皆為陳登所器重。
- 陳矯，出任郡曹一職，與同僚徐宣關係不睦，但二人皆為陳登所器重。
- 梁習，任海西縣令。
- 衛彌，任淮浦都尉。

## 影视
- 中國太原电视台電視劇《關公》（1993年）：由陈晓莱飾演
- 中國中央電視台電視劇《三國演義》（1994年）：由王长立飾演
- 中国中央电视台电视剧《武圣关公》（2004年）：由韩其运飾演
- 中國電視劇《三国》（2010年）：由尚悦飾演
- 电视剧《曹操》（2014年）：由王伟飾演

## 動漫
- 漫畫《火鳳燎原》（陳某）:於奉孝殺戮篇登場，為司馬家於徐州生意合作伙伴，和燎原火 (以趙雲之名)共守郯縣，在張飛對付剛投靠的呂布時亦有協助，在呂布入主徐州時亦有協助(實際上在許定遊說下成為曹操內應)，在曹操攻打呂布水淹下邳時正式投曹，在臨終前叮囑代司馬懿前來探望的賈逵，郭嘉雖死但遺計仍在像冤魂般揮之不去。

## 評價
- 《三國志》作者陳壽：「陳登、臧洪並有雄氣壯節，登降年夙隕，功業未遂，洪以兵弱敵彊，烈志不立，惜哉！」
- 許汜：「陳元龍湖海之士，豪氣不除。」
- 劉表：「欲言非，此君為善士，不宜虛言；欲言是，元龍名重天下。」
- 劉備：「若元龍文武膽志，當求之於古耳，造次難得比也。」
- 《先贤行状》：「登忠亮高爽，沈深有大略，少有扶世济民之志。博览载籍，雅有文艺，旧典文章，莫不贯综。年二十五，举孝廉，除东阳长，养耆育孤，视民如伤。」「登在广陵，明审赏罚，威信宣布。海贼薛州之群万有馀户，束手归命。未及期年，功化以就，百姓畏而爱之。」「广陵吏民佩其恩德，共拔郡随登，老弱襁负而追之。」
- 司马光：「或问陈登、髙顺皆有过人之才，俱事吕布。而登输心魏祖，亲为反间；顺尽力于布，与之偕死。意者顺贤登欤。应之曰：不然，古者列国并立，同事王室。故先王制礼，诸侯有王、大夫有君，君臣始终，有死无二。汉氏平一海内，万国一君，天下之君，唯帝室耳。顺于吕布，虽备将佐，无委质之分。布者反覆乱人，非能辅佐汉室，而又强暴无谋，败亡有证。登知几轻举以存易亡，徐、豫克清，百姓苏息。顺托身失所，迷远不复，以陷大戮。易称比之非人，岂谓顺耶。其才虽美，未能及登。以兹观之，优劣见焉。」
- 张孝祥：「湖海平生豪气，关塞如今风景，剪烛看吴钩。」
- 张元干：「元龙湖海豪气，百尺卧高楼。」
- 李斗：「孙策用兵，仿佛项羽，既定江东，威震海内，举十倍之众，叩城请战。陈登出奇制胜，再破其军，由是画江以守。吴虽西略，而北不益地尺寸，则匡琦之战为之也。」（《扬州画舫录》）
- 田兰芳：「每读张良、周瑜、陈登、李泌诸传则凄然兴怀久之，曰：『真丈夫也。』」
- 赵一清：「射阳、广陵、海陵、高邮、江都、盐城诸县，皆云三国时废，盖自陈登为广陵太守，屡破孙策之兵，不似华歆、王朗辈束手就毙。后登迁东城太守以去，孙氏遂跨有江表。曹公移民以避其锋，每临大江而叹，恨用登之不终也。」
- 独孤微生：「荀文若、周公瑾、陈元龙、贾文和之流皆一时之魁奇俊杰也。」
- 吕思勉：「孙策的用兵，几于所向无敌，独有两次攻陈登，都是失败的……所以陈登在广陵，确是孙氏的一个劲敌。」
- 成海應：「陳登當呂布搆亂之際, 不懾不憚, 弄之股掌之間, 卒能破滅布, 誠奇謀之士也. 當劉先主之在徐州也, 何不委心事之, 乃從曺操受官爵乎. 登爲廣陵, 圖孫策, 其材固足辦也. 惜登徑沒也, 孫氏之據江東也, 於漢室實無絲毫之益, 登果燭其情也.」（『硏經齋全集續集』 10冊, 史論, 陳登）

## 延伸阅读
[在维基数据编辑]
 《三國志·卷07》，出自陳壽《三國志》